# Campionato europeo maschile di pallamano 1994
Il I campionato europeo maschile di pallamano si è svolto a Almada e Porto in Portogallo dal 3 al 12 giugno 1994. Al torneo parteciparono 12 squadre nazionali europee.

## Squadre partecipanti
Al campionato europeo parteciparono la nazionale del paese ospitante e 11 squadre provenienti dai gironi di qualificazione.

### Gironi di qualificazione
| Girone 1                  | Girone 2                  | Girone 3               | Girone 4                   | Girone 5                   | Girone 6                | Girone 7           |
| ------------------------- | ------------------------- | ---------------------- | -------------------------- | -------------------------- | ----------------------- | ------------------ |
| Danimarca                 | Ungheria                  | Svezia                 | Croazia                    | Germania                   | Spagna                  | Russia             |
| Romania                   | Slovenia                  | Austria                | Bielorussia                | Francia                    | Polonia                 | Rep. Ceca          |
| Ucraina Slovenia Moldavia | Norvegia Lituania Georgia | Turchia Estonia Belgio | Islanda Finlandia Bulgaria | Paesi Bassi Israele Grecia | Svizzera Lettonia Cipro | Italia Lussemburgo |

### Squadre qualificate
- Portogallo (Paese ospitante)
- Danimarca (1º posto nel girone 1 di qualificazione)
- Ungheria (1º posto nel girone 2 di qualificazione)
- Svezia (1º posto nel girone 3 di qualificazione)
- Croazia (1º posto nel girone 4 di qualificazione)
- Germania (1º posto nel girone 5 di qualificazione)
- Spagna (1º posto nel girone 6 di qualificazione)
- Russia (1º posto nel girone 7 di qualificazione)
- Romania (Miglior seconda nei gironi di qualificazione)
- Bielorussia (Vince i Play off di qualificazione)
- Francia (Vince i Play off di qualificazione)
- Polonia (Vince i Play off di qualificazione)

## Impianti
| | |  |  |
| | |  |  |
| Complexo Desportivo de Almada Città: Almada Capienza: 4.000 Anno d'apertura: Gare disputate: Girone A | Pavilhão Rosa Mota Città: Porto Capienza: 5.000 Anno d'apertura: Gare disputate: Girone B e fase finale |  |  |

## Primo turno

### Gruppo A
| Gruppo A (Almada) |             |     |   |   |   |   |     |     |      |      |
|                   | Squadra     | Pts | G | V | N | P | GF  | GS  | Diff | Note |
| 1                 | Russia      | 10  | 5 | 5 | 0 | 0 | 122 | 94  | +28  | Qua. |
| 2                 | Croazia     | 6   | 5 | 3 | 0 | 2 | 120 | 114 | +6   | Qua. |
| 3                 | Francia     | 5   | 5 | 2 | 1 | 2 | 123 | 120 | +3   |      |
| 4                 | Bielorussia | 4   | 5 | 2 | 0 | 3 | 130 | 139 | -9   |      |
| 5                 | Germania    | 3   | 5 | 1 | 1 | 3 | 107 | 113 | -6   |      |
| 6                 | Romania     | 2   | 5 | 1 | 0 | 4 | 113 | 135 | -22  |      |

|               |             |  |    |    |  |             |
| 3 giugno 1994 | Russia      |  | 27 | 20 |  | Romania     |
| 3 giugno 1994 | Francia     |  | 27 | 25 |  | Croazia     |
| 3 giugno 1994 | Bielorussia |  | 24 | 23 |  | Germania    |
| 4 giugno 1994 | Romania     |  | 27 | 26 |  | Francia     |
| 4 giugno 1994 | Russia      |  | 31 | 23 |  | Bielorussia |
| 4 giugno 1994 | Croazia     |  | 24 | 22 |  | Germania    |
| 5 giugno 1994 | Russia      |  | 21 | 18 |  | Croazia     |
| 5 giugno 1994 | Francia     |  | 21 | 21 |  | Germania    |
| 5 giugno 1994 | Bielorussia |  | 33 | 24 |  | Romania     |
| 7 giugno 1994 | Francia     |  | 32 | 29 |  | Bielorussia |
| 7 giugno 1994 | Russia      |  | 25 | 16 |  | Germania    |
| 7 giugno 1994 | Croazia     |  | 24 | 23 |  | Romania     |
| 8 giugno 1994 | Croazia     |  | 29 | 21 |  | Bielorussia |
| 8 giugno 1994 | Germania    |  | 25 | 19 |  | Romania     |
| 8 giugno 1994 | Russia      |  | 18 | 17 |  | Francia     |

### Gruppo B
| Gruppo B (Porto) |            |     |   |   |   |   |     |     |      |      |
|                  | Squadra    | Pts | G | V | N | P | GF  | GS  | Diff | Note |
| 1                | Svezia     | 10  | 5 | 5 | 0 | 0 | 114 | 91  | +23  | Qua. |
| 2                | Danimarca  | 7   | 5 | 3 | 1 | 1 | 107 | 99  | +8   | Qua. |
| 3                | Spagna     | 6   | 5 | 3 | 0 | 2 | 114 | 101 | +13  |      |
| 4                | Ungheria   | 4   | 5 | 2 | 0 | 3 | 100 | 107 | -7   |      |
| 5                | Slovenia   | 3   | 5 | 1 | 1 | 3 | 94  | 111 | -17  |      |
| 6                | Portogallo | 0   | 5 | 0 | 0 | 5 | 96  | 116 | -20  |      |

|               |           |  |    |    |  |            |
| 3 giugno 1994 | Spagna    |  | 25 | 20 |  | Ungheria   |
| 3 giugno 1994 | Svezia    |  | 22 | 17 |  | Slovenia   |
| 3 giugno 1994 | Danimarca |  | 24 | 17 |  | Portogallo |
| 4 giugno 1994 | Svezia    |  | 22 | 18 |  | Ungheria   |
| 4 giugno 1994 | Spagna    |  | 24 | 18 |  | Portogallo |
| 4 giugno 1994 | Slovenia  |  | 19 | 19 |  | Danimarca  |
| 5 giugno 1994 | Spagna    |  | 24 | 16 |  | Slovenia   |
| 5 giugno 1994 | Svezia    |  | 22 | 16 |  | Danimarca  |
| 5 giugno 1994 | Ungheria  |  | 19 | 18 |  | Portogallo |
| 7 giugno 1994 | Svezia    |  | 26 | 21 |  | Portogallo |
| 7 giugno 1994 | Danimarca |  | 25 | 22 |  | Spagna     |
| 7 giugno 1994 | Ungheria  |  | 24 | 19 |  | Slovenia   |
| 8 giugno 1994 | Slovenia  |  | 23 | 22 |  | Portogallo |
| 8 giugno 1994 | Danimarca |  | 23 | 19 |  | Ungheria   |
| 8 giugno 1994 | Svezia    |  | 22 | 19 |  | Spagna     |

## Fase finale

### Finali 1º/4º posto
|  | Semifinali    | Semifinali    | Semifinali |        |        | Finale          | Finale          | Finale          |  |
|  |               |               |            |        |        |                 |                 |                 |  |
|  | 1A. Russia    | 1A. Russia    | 29         |        |        |                 |                 |                 |  |
|  | 1A. Russia    | 1A. Russia    | 29         |        |        |                 |                 |                 |  |
|  | 2B. Danimarca | 2B. Danimarca | 20         |        |        |                 |                 |                 |  |
|  | 2B. Danimarca | 2B. Danimarca | 20         |        | Russia | Russia          | 21              |                 |  |
|  |               |               |            |        | Russia | Russia          | 21              |                 |  |
|  |               |               | Svezia     | Svezia | 34     |                 |                 |                 |  |
|  | 1B. Svezia    | 1B. Svezia    | Svezia     | Svezia | 34     | 24              |                 |                 |  |
|  | 1B. Svezia    | 1B. Svezia    |            |        |        | 24              |                 |                 |  |
|  | 2A. Croazia   | 2A. Croazia   | 21         |        |        | Finale 3º posto | Finale 3º posto | Finale 3º posto |  |
|  | 2A. Croazia   | 2A. Croazia   | 21         |        |        |                 |                 |                 |  |
|  |               |               |            |        |        |                 |                 |                 |  |
|  |               |               |            |        |        | Croazia         | Croazia         | 24              |  |
|  |               |               |            |        |        | Croazia         | Croazia         | 24              |  |
|  |               |               |            |        |        | Danimarca       | Danimarca       | 23              |  |

### Partite di classificazione
|  | Finale 5º posto          |    |
|  | 10 giugno 19:30 a Almada |    |
|  | Spagna                   | 28 |
|  | Francia                  | 25 |

|  | Finale 7º posto          |    |
|  | 10 giugno 17:30 a Almada |    |
|  | Ungheria                 | 28 |
|  | Bielorussia              | 24 |

|  | Finale 9º posto          |    |
|  | 10 giugno 15:30 a Almada |    |
|  | Germania                 | 28 |
|  | Slovenia                 | 18 |

|  | Finale 11º posto         |    |
|  | 10 giugno 12:30 a Almada |    |
|  | Romania                  | 38 |
|  | Portogallo               | 21 |

## Classifica finale
| Pos.    | Nazione     |
| ------- | ----------- |
| Oro     | Svezia      |
| Argento | Russia      |
| Bronzo  | Croazia     |
| 4       | Danimarca   |
| 5       | Spagna      |
| 6       | Francia     |
| 7       | Ungheria    |
| 8       | Bielorussia |
| 9       | Germania    |
| 10      | Slovenia    |
| 11      | Romania     |
| 12      | Portogallo  |